# ورزشگاه شاندونگ

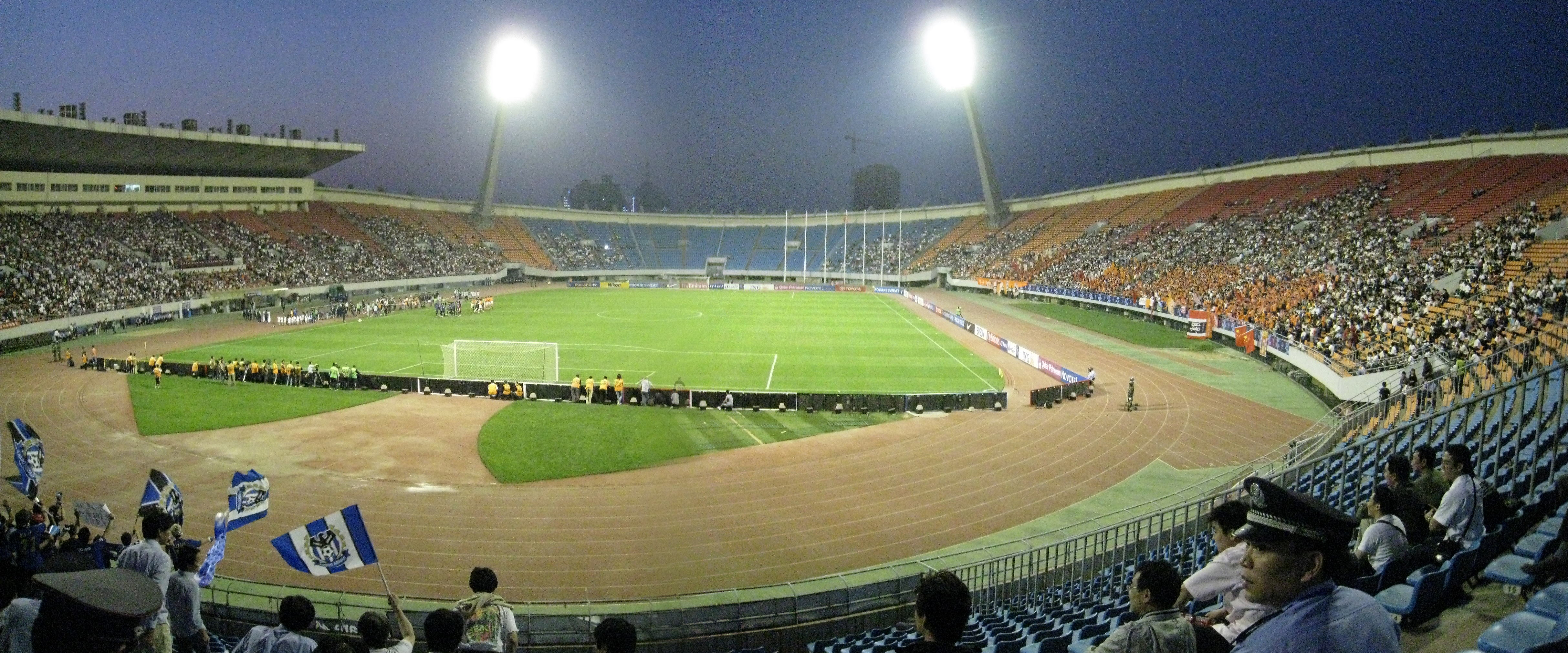
نمایی از ورزشگاه استانی شاندونگ

ورزشگاه استانی شاندونگ (به چینی: 山东省体育场) ورزشگاه چند منظوره مرکز ورزشی استان شاندونگ.این ورزشگاه در استان شاندونگ شهر جینان، چین واقع شده.

## بازی های بین‌المللی

### جام ملت های ۲۰۰۴
| تاریخ      | تیم ۱             | نتیجه | تیم ۲             | رقابت                | تماشاگران |
| ---------- | ----------------- | ----- | ----------------- | -------------------- | --------- |
| ۲۰۰۴-۰۷-۱۹ | کرهٔ جنوبی         | ۰ - ۰ | اردن              | مرحله گروهی (گروه B) | ۲۶،۰۰۰    |
| ۲۰۰۴-۰۷-۱۹ | کویت              | ۳ - ۱ | امارات متحدهٔ عربی | مرحله گروهی (گروه B) | ۳۱،۲۵۰    |
| ۲۰۰۴-۰۷-۲۳ | اردن              | ۲ - ۰ | کویت              | مرحله گروهی (گروه B) | ۲۸،۰۰۰    |
| ۲۰۰۴-۰۷-۲۳ | امارات متحدهٔ عربی | ۰ - ۲ | کرهٔ جنوبی         | مرحله گروهی (گروه B) | ۳۰،۰۰۰    |
| ۲۰۰۴-۰۷-۲۵ | بحرین             | ۳ - 1 | اندونزی           | مرحله گروهی (گروه A) | ۲۰،۰۰۰    |
| ۲۰۰۴-۰۷-۲۷ | کرهٔ جنوبی         | ۴ - ۰ | کویت              | مرحله گروهی (گروه B) | ۱۵،۰۰۰    |
| ۲۰۰۴-۰۷-۳۱ | کرهٔ جنوبی         | ۳ - ۴ | ایران             | مرحله یک چهارم نهایی | ۲۰،۰۰۰    |
| ۲۰۰۴-۰۸-۰۳ | بحرین             | ۳ - ۴ | ژاپن              | نیمه نهایی           | ۳۲،۰۰۰    |